# Seich (cantante)
Henry Mauricio Burbano (Quito, Ecuador, 28 de enero de 1986), o más conocido como Seich, es un cantante, guitarrista y compositor ecuatoriano de música pop latina.

## Biografía
Seich nació en Quito, Ecuador un 28 de enero de 1986. Comenzó a cantar desde los 9 años de edad en los coros de las iglesias, donde interpretaba música cristiana de la época. Sus padres junto con él se mudaron a los Estados Unidos cuando tenía 12 años, en busca del "sueño americano". Su instrumento musical predilecto fue una guitarra, el cual veía colgada en la pared de la sala.
A los 16 años decidió presentarse en bares de los Estados Unidos, donde interpretaba las canciones de diferentes artistas estadounidenses y latinos, uno de ellos tuvo una influencia en su estilo musical, puesto que su hermano le entregó un CD del cantante Bon Jovi, despertando un interés en él en la composición de letras.
Estudió en el AIM —Atlanta Institute of Music—, donde grabó su primer álbum, tenía 21 años de edad. En ese mismo periodo, sacó su primer video musical llamado “En tus ojos”, en el año de 2010.
Luego se trasladó a Ecuador para compartir su música en el país, allí conoció al productor musical, Fernando Pastorinno, y a Boris Milan, ganador de cuatro Grammys. De esa relación profesional nació su tema “Cuando hay amor”.

## Trayectoria
Seich comenzó su vida musical a los 15 años. Fue artista invitado de la banda de rock MANA en la arena de Gwinnett y Phillips en Atlanta, Georgia. También fue el guitarrista de Luis Fonsi en Premios lo Nuestro, y de Joey Montana en los Premios Juventud.
Fue telonero de las bandas ganadoras del Grammy, Camila y La Ley. En el 2019, hizo el papel de juez en las pre-audiciones de La Voz Atlanta (Georgia) de Telemundo. Estuvo como artista invitado con la Cámara de Comercio, Festival Latino de Six Flags, Fiestas Patrias, Asociación Ecuatoriana.
En el proyecto musical llamado «Bésame», grabado en Venezuela, tuvo la colaboración de Christopher Baietta, Troy Lahigh y Freddy Álvarez.  
Seich obtuvo el primer puesto en la categoría Artista latino del año, en los Georgia Music Awards.

## Discografía

### Sencillos
- 2012: Sueña
- 2013: Cuando Hay Amor
- 2014: A Ciegas
- 2014: Fue Un Error
- 2015: Me vale (junto a Maná)
- 2017: Una Vez Más
- 2019: Bésame